# Piara chrysoptera
Piara chrysoptera är en tvåvingeart som beskrevs av Frey 1964. Piara chrysoptera ingår i släktet Piara och familjen bredmunsflugor. Inga underarter finns listade i Catalogue of Life.